# 시카카역
시카카역(일본어: 鹿家駅)은 일본 후쿠오카현 이토시마시에 위치한 규슈 여객철도 지쿠히 선의 철도역이다. 섬식 승강장 1면 2선의 구조를 갖춘 지상역이다.

## 이용 현황
| 승차 인원 추이 | 승차 인원 추이 |
| 연도           | 1일 평균       |
| -------------- | -------------- |
| 2005           | 108            |
| 2006           | 104            |
| 2007           | 90             |
| 2008           | 89             |
| 2009           | 82             |
| 2010           | 79             |

## 역 주변
- 국도 제202호선

## 역사
- 1923년 12월 5일 : 기타큐슈 철도의 역으로서 개업.
- 1937년 10월 1일 : 기타큐슈 철도가 국유화되어, 일본 철도성의 역이 된다.
- 1938년 3월 : 목조 역사가 완성.
- 1987년 4월 1일 : 일본국유철도 분할 민영화에 의해, 규슈 여객철도가 승계.
- 2010년 3월 13일 : IC카드 SUGOCA의 사용을 개시.
- 2012년 3월 23일 : 조립식 신 역사가 완성. 목조 역사 해체.

## 인접 역
| 큐슈여객철도 지쿠히 선   | 큐슈여객철도 지쿠히 선 | 큐슈여객철도 지쿠히 선 |
| ------------------------ | ---------------------- | ---------------------- |
| 후쿠요시 메이노하마 방면 | ■ 지쿠히 선            | 하마사키 가라쓰 방면   |